# Abraham Ortelius
Abraham Ortelius eller Abraham Ortels (født 14. april 1527 i Antwerpen, død 28. juni 1598 samme sted) var en flamsk arkæolog, kartograf og geograf.

## Liv og virke

### Baggrund
Abraham Ortelius var ældste søn af antikvitetshandler Leonard Ortels. Efter faderens død i 1537 flyttede han til sin farbror Jakob van Meteren. Som ung studerede han græsk, latin og matematik. Senere blev han bog- og korthandler og studerede til kartograf.

### Karriere
I 1547 blev han antaget som lærling i Sint-Lucasgilde for at farvelægge kort. Han købte gamle kort, farvelagde dem og solgte dem. Det bidrog til familiens forsørgelse.
Han rejste meget og besøgte de nuværende Nederlandene, Belgien, Frankrig, Italien, England, Irland og Tyskland, hvor familien havde slægtninge i Augsburg. I 1560 rejste han med Gerardus Mercator til Trier, Lorraine og Poitiers. Kontakten med Mercator forstærkede hans overvejelser om at fremstille egne kort.
I 1564 publicerede Ortelius sit første verdenskort på otte blade, som senere også skulle pryde den første kortbog. Det eneste kendte eksemplar forvares i dag i biblioteket i universitetet i Bern i Schweiz .
Derefter tegnede han specialkort over blandt andet Egypten, Spanien og Asien.
Den 20. maj 1570 udgav Gilles Coppens de Diest Ortelius' kortbog Theatrum Orbis Terrarum, som betragtes som verdens første trykte kortbog. Bogen indeholdt den første systematiske kortsammenstilling. Den første udgave omfattede 70 kort i kobberstik på 53 blade. I bilaget "Catalogus auctorum tabularum geographicarum" nævner Ortelius også alle kartografer, som var hans kilder, hvilket giver et uvurderligt historisk materiale. Kortbogen var tilegnet Filip II af Spanien som udnævnte Ortelius til Geographus regius (kongelig geograf), og han begyndte ved det kongelige hof i 1575.
I 1572 udkom Civitates orbis terrarum, en kortsamling over verdens større byer, med bidrag fra Ortelius. I 1575 udgav Ortelius skriftet Deorum, Dearumque Capita e veteribus numismatibus med en række billeder fra hans arkæologiske samling. I 1587 udgav Ortelius Thesaurus geographicus, et opslagsværk med geografiske navne.
I 1589 udgav Ortelius Maris Pacifici, det første trykte kort over Stillehavet.
Allerede i 1596 i forbindelse med arbejdet med genoptrykningen af Thesaurus geographicus fremlagde han en teori om kontinentaldriften.
Til trods for al den ære, som blev Ortelius til del i samtiden, forblev han ydmyg og beskeden. Som F. Ratzel siger: "Til sit sidste var han en god katolik og havde særlig mange venner blandt jesuitterne». Tro mod sit motto, "Contemno et orno [mundum], mente, manu", (på dansk: ) forblev Ortelius ugift og oprigtig, fjernt fra det tovtrækkeri, som ofte forstyrrede de lærdes cirkler.
I 1598 døde han 71 år gammel. Han blev begravet Præmonstratenserordenens kirke St. Michael i Antwerpen. "Quietis cultor sine lite, uxore, prole" står skrevet på hans gravsten. Denne epitaf blev skrevet af Justus Lipsius.

## Galleri
- Theatrum Orbis Terrarum 1570.
- Abraham Ortelius
- Maris Pacifici (Stillehavet)
- Europa 1572
- Palestinae 1570
- Belgii Veteris 1594
- Zelandiæi Nederlandene 1598